# ماكنتوش إكس إل
ماكنتوش إكس إل (بالإنجليزية: Macintosh XL)‏ هو حاسوب شخصي ونسخة معدلة من حاسوب أبل ليزا تم صنعه من قبل شركة أبل. صدر في عام 1985 بسعر مبدئي 3995 دولار. على الرغم من النجاح النسبي له أوقفت أبل إنتاج ماكنتوش إكس إل لعدم توفر قطع الجهاز اللازمة لمواصلة عملية الإنتاج وذلك لعدم طلبها من قبل أبل وبعد نفاذها قررت أبل إيقاف الإنتاج.